# Eclíptica
Em astronomia, eclíptica é a projeção sobre a esfera celeste da trajetória aparente do Sol observada a partir da Terra. A razão do nome provém do fato de que os eclipses somente são possíveis quando a Lua está muito próxima do plano que contém a eclíptica. O eixo eclíptico, por sua vez, é a reta perpendicular à eclíptica que passa pelo centro da Terra.

## Obliquidade
O plano que contém a eclíptica possui uma obliquidade (inclinação, indicada por ε0 na figura) em relação ao plano que contém o equador celeste de aproximadamente 23° 27′. As forças gravitacionais da Lua e do Sol produzem um torque sobre a Terra, cujo efeito é gerar um movimento de precessão do eixo de rotação da Terra ao redor do eixo eclíptico, esse movimento é conhecido como a precessão dos equinócios.

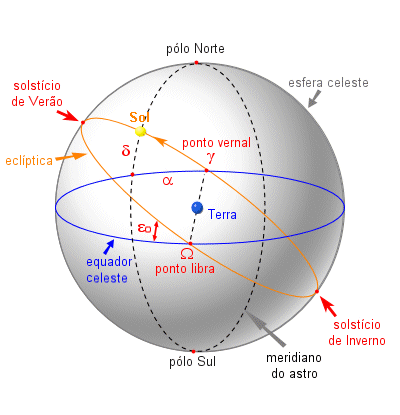
Esfera celeste.

## Eratóstenes
É creditado a Eratóstenes, a primeira medida da obliquidade da eclíptica, sendo que o valor por ele obtido foi de 23° 51′ 20″.
Eratóstenes também é conhecido pela determinação da circunferência da Terra, através de medições que o levaram a calcular a distância em graus entre as cidades de Alexandria e Siena como sendo de 7,2° ou 1/50 de 360°. Como a distância entre as cidades era de aproximadamente 800 km, a circunferência da Terra deveria ser de aproximadamente 40 000 km.

## Sistema Solar
As órbitas dos planetas do sistema solar estão muito próximas da eclíptica, em uma região de 18° centrada na eclíptica, conhecida como zodíaco. Isto é coerente com a teoria de que o Sistema Solar foi formado a partir de um disco de matéria que se condensou em torno do Sol que se formava.